# Sukren Pudre
I Sukren Pudre sono un gruppo punk-rock, attivo sulla scena italiana tra il 1992 ed il 1999.

## Storia
I Sukren Pudre nascono a Milano; erano composti da voce (Andrea Gussoni), chitarra (Giorgio Sparacino), basso (Matteo Ugolini) e batteria (Marcello de Michele). 
I pezzi del gruppo prendono ispirazione dai gruppi americani indipendenti come Nirvana di Nevermind, dai Mudhoney e Jane’s addiction.
Dal 1993 al 1995 i Sukren Pudre consolidano il loro repertorio. I loro pezzi trovano spazio nei primi demo-tape registrati al Settenote Studio del CPM di Milano. Nello stesso periodo il gruppo si produce in concerti per i locali e i centri sociali a Milano e nel nord Italia.
Nella primavera del '95 registrano il demo che li porterà al Cd "Di questo passo..." prodotto dall'IRA DC di Firenze, etichetta discografica conosciuta per aver lanciato gruppi come Moda e Litfiba.
Alla fine del 1995 firmano per l'IRA DC e registrano il CD con Fabrizio Simoncion all'IRA Sound Lab di Firenze. Il disco esce nella primavera del 1996 ed è distribuito da Polygram. Nel periodo coperto dal contratto discografico (1996-1998) I Sukren Pudre fanno più di 140 date in tutta Italia, aprendo per gruppi come Ritmo Tribale e Litfiba.
"Picchiano duro ma conoscono la difficile arte della melodia lanciandosi in un crossover che sposa compattezza punk metal, ipnotici accenni funk e fiammate pop. È un piccolo grande ensemble italiano che merita più che semplici elogi di circostanza."
(Federico Guglielmi, Rumore no 56, 1996)
Nel 1996 suonano al primo Salone della Musica al Lingotto di Torino. 
Nel 1997 sono invitati all'emissione televisiva « Help » condotta da Red Ronnie.
Nel 2016 l'etichetta discografica franco-italiana Gropied Records pubblica una raccolta di 6 brani inediti (1994-1999) dal titolo "SETTENOTE".

## Discografia pubblicata
- 1993 "dice il saggio" - cassetta
- 1994 " Jackzz" - cassetta
- 1995 "è bello stare in crisi" - cassetta
- 1996 "di questo passo..." - CD, cassetta, IRA DC/Polygram
- 1996 "l'ora del te' " -CD singolo, IRA DC/Polygram
- 1999 Live al "2 lune" - CD live, PP produzioni
- 2016 "Settenote" (inediti 1994-1999) - Gropied Records/Bandcamp